# Imago (psychanalyse)
Pour les articles homonymes, voir Imago (homonymie).
L’imago représente le prototype de personnages qui vont influencer de façon inconsciente le rapport d'un individu à autrui, il serait fondé sur ses premières relations interpersonnelles.  
C'est Carl Gustav Jung qui en a proposé le terme qui a aussi été retenu pour l'une des premières revues de psychanalyse. 

## Origine
Le terme imago est emprunté à la Rome antique, où, sous le terme imago clipeata, on désigne le masque mortuaire, puis un portrait circonscrit dans un médaillon.[réf. nécessaire]

## Imago selon Jung
Carl Gustav Jung introduit la notion d'imago - après avoir essayé des expressions comme "image historique", "image primordiale", "image originelle (Urbild) - en 1911 dans Métamorphoses et symboles de la libido pour expliciter la notion de « complexe parental ». Les imago sont les représentations psychiques (souvent inconscientes) des proches (père, mère, frère, sœur, grands-parents, éducateurs, oncles, etc.). Le terme a été emprunté au roman homonyme de Carl Spitteler (1906), ainsi que par la connaissance des auteurs latins (en particulier Plotin et Saint-Augustin). L'imago se construit à partir des expériences vécues par l'enfant avec ses proches. Expériences qui se mélangent dans son esprit avec des représentations culturelles (mythologie, religions, contes, etc.) du père, de la mère, etc.
Le terme sera plus tard à l'origine de développements fondamentaux de la psychologie analytique tels que les notions « d'inconscient collectif » et d'archétype.
Freud et Hanns Sachs choisiront, en 1913, le titre Imago pour l'une des deux premières revues de psychanalyse.

## Chez Freud et Klein
Le terme sera d'abord donné à la revue de psychanalyse créée en 1912 par Hanns Sachs et Otto Rank. Le terme est ensuite peu utilisé par Freud sauf dans un texte sur le masochisme de 1924. Melanie Klein et Susan Isaacs ont développé sa définition dans leur approche particulière d'objets internes. 

## Pour Lacan
Dans sa conception de 1938, Jacques Lacan lie imago et complexe : l'imago en est la brique de base.

## Pour Kohut
Pour Heinz Kohut, l'imago parental idéalisé constitue un aspect du développement narcissique.

## Pour Harville Hendrix
Dans la méthode relationnelle Imago, Harville Hendrix décrit l'Imago comme « l’image que nous construisons inconsciemment de notre partenaire. Celle-ci s’est construite en fonction de nos parents ou de ceux qui ont pris soin de nous dans notre enfance, de leurs traits de caractère et des interactions, plaisantes ou douloureuses, que nous avons eues avec eux. »